# Csúcsoskalapú tintagomba
A csúcsoskalapú tintagomba (Coprinopsis acuminata) a porhanyósgombafélék családjába tartozó, Európában és Észak-Amerikában honos, erdőkben, parkokban bomló trágyán élő, nem ehető gombafaj. 

## Megjelenése
A csúcsoskalapú tintagomba kalapja 2-5 (7) cm széles, fiatalon tojás alakú, később kúpos, a közepén kis lekerekített púppal. Színe szürkésfehér, közepe barnás. Felszínén apró barna pikkelyek találhatók. Széle majdnem a kalap közepéig kissé ráncolt, bordázott.
Húsa vékony, puha, színe fiatalon fehér. Szaga és íze nem jellegzetes.
Sűrű lemezei eleinte fehérek, majd szürkések; igen gyorsan tintaszerűen megfeketednek és elfolyósodnak. 
Tönkének töve némileg gumósan megvastagodott; kissé gyökerező. Színe fehér.
Spórapora fekete. Spórájának mérete 6-10,6 x 4,1-5,7 µm.

### Hasonló fajok
Nehéz megkülönbözteti közeli rokonától, a ráncos tintagombától, melynek kalapja kissé szélesebb és erősebben ráncolt. 

## Elterjedése és termőhelye
Európában és Észak-Amerikában honos. 
Erdőkben, parkokban, kertekben fordul elő, a meszes-agyagos talajt kedveli. Általában növényevő állatok trágyáján nő. Nyártól késő őszig terem.
Nem ehető, egyes források szerint alkohollal fogyasztva mérgező is lehet. 

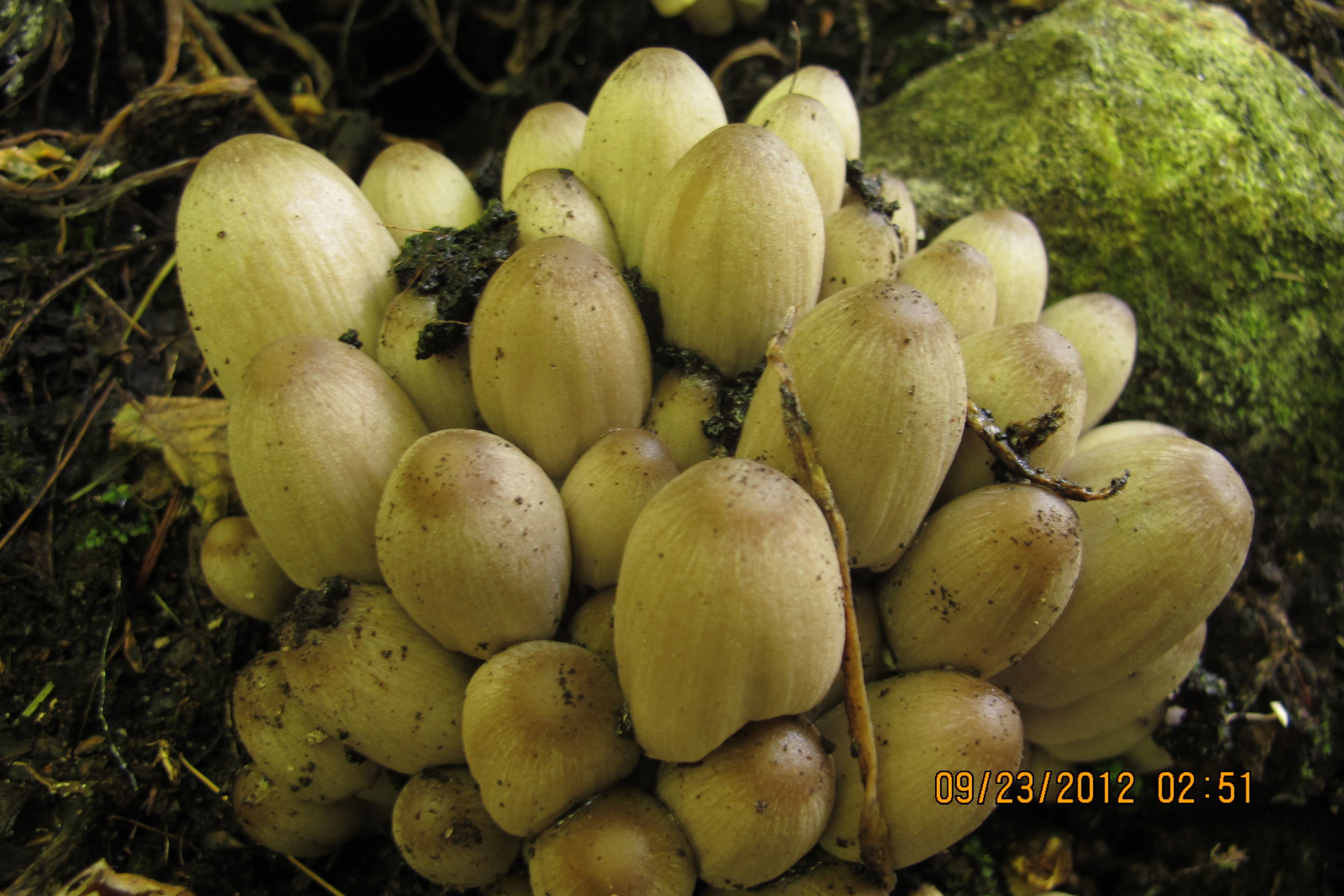
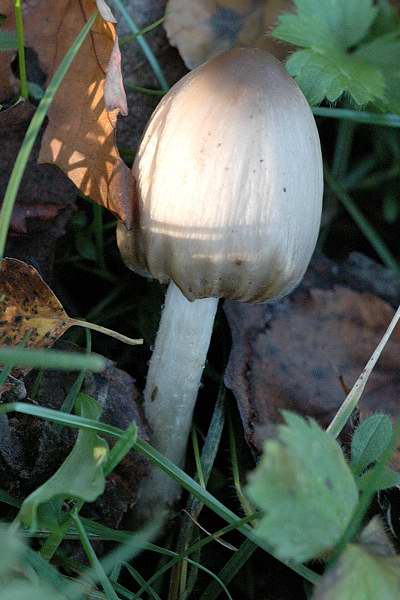
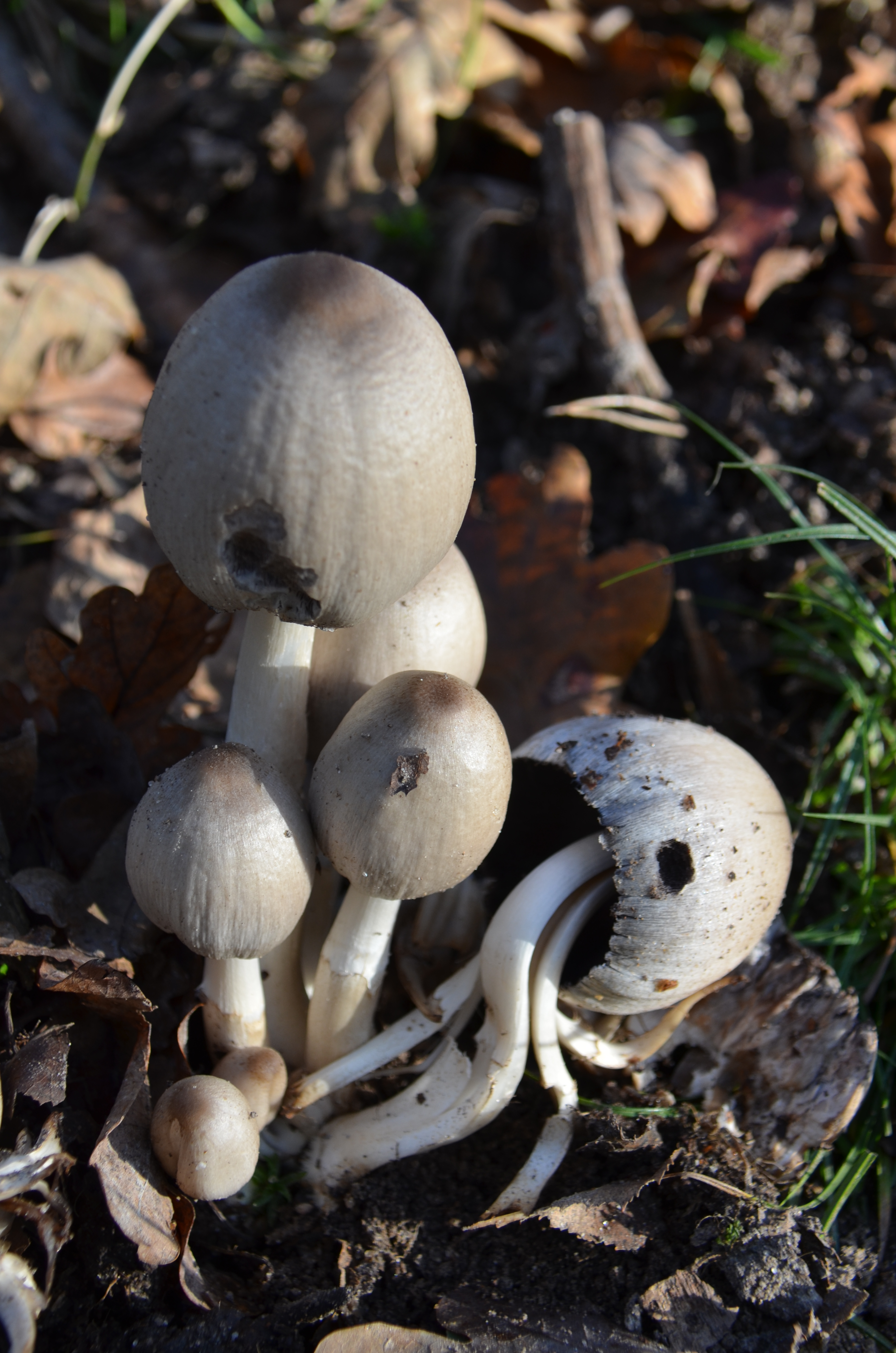
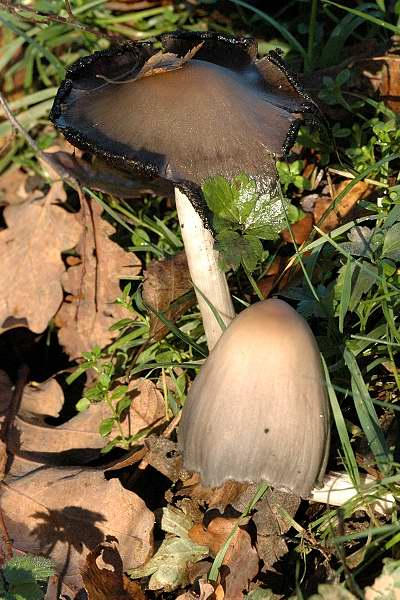